# Audrey Arno
Audrey Arno (eigentlich Adrianna Medini; * 7. oder 17. März oder 17. November 1942 in Mannheim; † 9. Juni 2012) war eine deutsche Sängerin. Ihre größten Erfolge hatte sie in den 1960er Jahren in Frankreich, wo sie auch unter dem Vornamen Audrey auftrat; seit den 1970er Jahren lebte und arbeitete sie im US-Bundesstaat Nevada.

## Leben
Adrianna Medini war in ihrer Jugend Pferdeartistin in einem Zirkus. Im Jahre 1960 erhielt sie in Frankreich einen Plattenvertrag; ihre erste Veröffentlichung unter dem Künstlernamen Audrey Arno war eine EP mit dem Titel L’Homme et la femme. Weitere EPs (Printemps und É vero) folgten. Unterdessen machte sie auch in Deutschland Aufnahmen, darunter mit dem Hazy Osterwald Sextett das Lied Wieder mal Pachanga (Die Musik aus Caracas). Der südamerikanische Rhythmus brachte sie und Osterwald (unter dem verkürzten Titel La Pachanga) auf Platz 87 in den US-Charts. Weitere Singles wie Toute ma vie, eine französische Coverversion von Gene McDaniels’ Tower of Strength, folgten.
In den Jahren 1962 und 1964 spielte sie kleine Filmrollen in den französischen Produktionen Comment réussir en amour und Du grabuge chez les veuves und trat 1963 im österreichischen Schlagerfilm Sing, aber spiel nicht mit mir auf. Im deutschen Fernsehen war sie in verschiedenen Shows zu sehen, darunter Hotel Victoria und Der goldene Schuß.
Im Jahr 1964 schloss sie einen Vertrag mit der Plattenfirma von Henri Salvador, der auch einige Lieder für sie schrieb; der größere Teil ihrer Veröffentlichungen waren jedoch Coverversionen amerikanischer Hits. Sie wurde in Paris sesshaft, sang auf Bühnen sowohl in der französischen Hauptstadt als auch in Monte Carlo. In den 1970er-Jahren ging Audrey Arno nach Las Vegas, wo sie in der Moulin-Rouge-Revue auftrat. Sie blieb in Nevada.
Audrey Arno starb im Alter von 70 Jahren am 9. Juni 2012, nachdem sie – an der Alzheimer-Krankheit leidend – längere Zeit in einem Pflegeheim verbracht hatte.